# Штедезанд
Штедезанд (нем. Stedesand) — община в Германии, в земле Шлезвиг-Гольштейн.
Входит в состав района Северная Фрисландия. Подчиняется управлению Зюдтондерн. Население составляет 873 человека (на 31 декабря 2010 года). Занимает площадь 15,19 км².
Официальным языком в населённом пункте, помимо немецкого, является севернофризский.